# Taïfa de Mértola
1033–1110
Entités précédentes :
- Califat de Cordoue

Entités suivantes :
- Almohades

La taïfa de Mértola (ou taifa de Martulah) est un royaume musulman médiéval situé au sud-ouest de l'actuel Portugal. Il existe lors de deux périodes précises. Il naît en 1033 sur les décombres du califat de Cordoue et dure pour cette première phase jusqu'à 1044. Il renaît cent ans plus tard en 1144 sous l'égide d'Ahmad ibn Qasi ; l'assassinat de ce dernier en 1151 le fait tomber dans les mains des almohades.

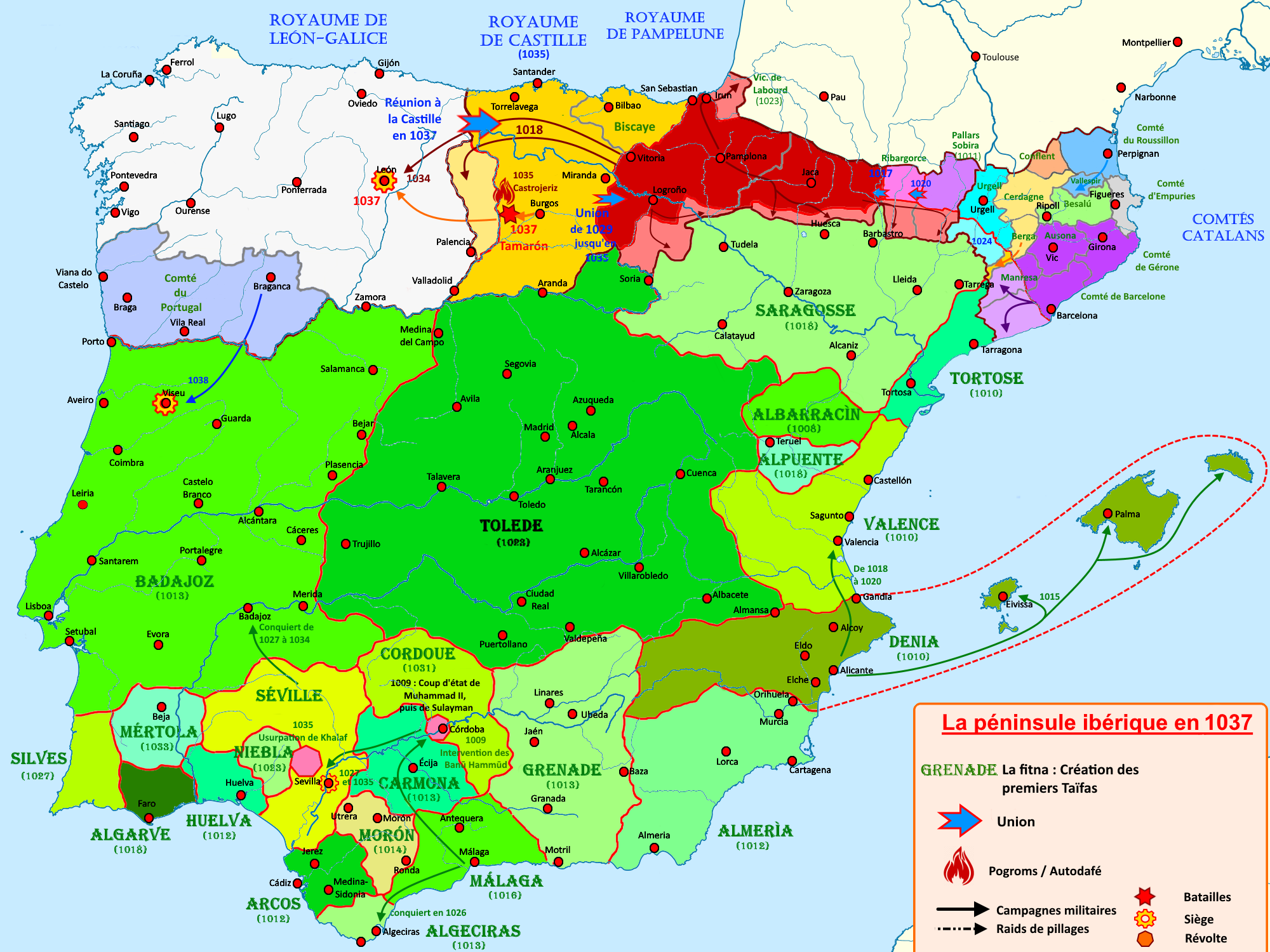
La taïfa de Mertola en 1037
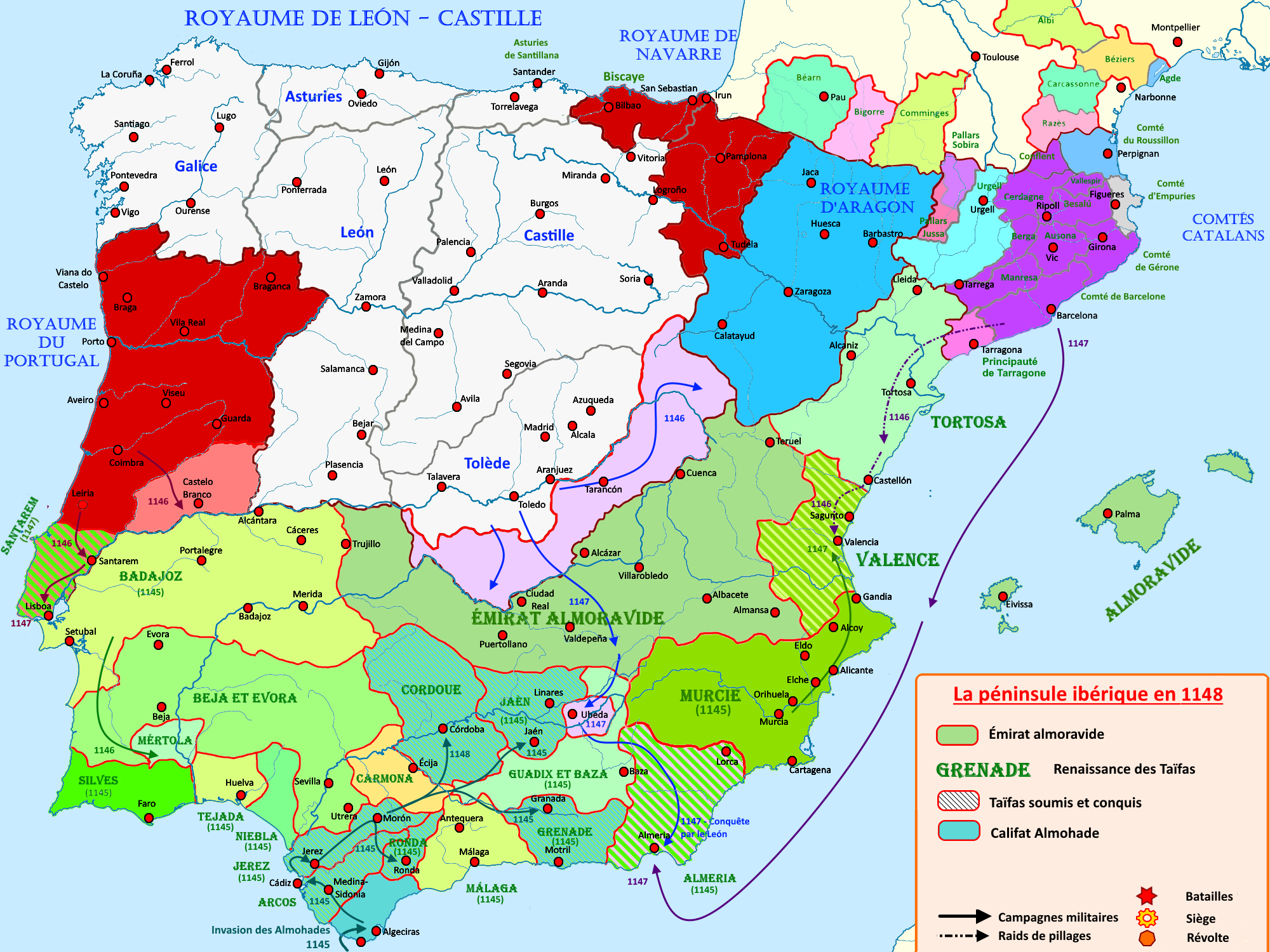
La taïfa de Mertola en 1148

## Archéologie
Les territoires du sud-ouest de l'actuel Portugal sont marqués par la présence nombreuse d'ateliers de productions de céramiques dites des taïfas,. Au centre de ce territoire la poterie de Mértola se définit par une composition où se retrouvent des couleurs qui ressortent comme le vert et le violet. Ces dernières ayant donné leur nom à ces productions dites céramiques vertes et violettes de Mértola.